# Lotnisko Świdnik
Lotnisko Świdnik (kod ICAO: EPSL) – fabryczne lotnisko usytuowane w Świdniku w województwie lubelskim, na terenie Wytwórni Sprzętu Komunikacyjnego "PZL-Świdnik".
Od 2012 roku większość lotniska stanowi lądowisko należące do Aeroklubu Świdnik. Wytwórnia Sprzętu Komunikacyjnego "PZL-Świdnik" zarządza jedynie przyfabrycznym heliportem, który nadal działa pod kodem EPSW.
11 października 2012 tuż przy lotnisku zakończono prace budowlane portu lotniczego Lublin.